# Tadeusz Gasztold
Tadeusz Gasztold (ur. 1 stycznia 1932 w Wilnie, zm. 14 czerwca 2000 w Koszalinie)  – polski historyk i dziennikarz, docent.

## Życiorys
Absolwent polonistyki na Uniwersytecie Wrocławskim (1955, mgr – Analiza słowotwórstwa śląskich nazw miejscowych w niemiecko-łacińsko-polskim słowniku Kuschiusa z XVII wieku). Następnie dziennikarz w piśmie „Głos Koszaliński”. Doktorat w 1969 (Polscy robotnicy przymusowi w rolnictwie Pomorza Zachodniego 1939–1945). Habilitacja w 1999 (Życie kulturalno-oświatowe w obozach polskich jeńców wojennych w Niemczech i Związku radzieckim w latach drugiej wojny światowej). W latach 1963–1967 kierownik Referatu Historii Partii w Komitecie Wojewódzkim PZPR w Koszalinie. W latach 1958–1968 pracownik Stacji Naukowej Polskiego Towarzystwa Historycznego w Słupsku, w okresie 1968–1975 w Koszalińskim Ośrodku Naukowo-Badawczym (przez pewien czas dyrektor). Był też dyrektorem Muzeum Okręgowego w Koszalinie oraz prodziekanem Wydziału Humanistycznego Wyższej Szkoły Pedagogicznej w Słupsku oraz dyrektorem Instytutu Historii WSP w Słupsku (1981–1984). Od 1993 do 1999 był redaktorem naczelnym pisma „Ziemia Oszmiańska”, nieregularnego pisma Związku Polaków na Białorusi (oddział w Oszmianie) wydawane przy wsparciu Towarzystwa Miłośników Wilna i Kresów Wschodnich w Koszalinie. Założyciel i wieloletni prezes Towarzystwa Przyjaciół Wilna i Kresów Wschodnich. Przewodniczący komitetu organizacyjnego budowy pierwszego w Polsce Pomnika Ofiar Bolszewizmu (odsłonięty w Koszalinie 19 listopada 1989 roku). 

## Wybrane publikacje
- (współautorzy: Andrzej Czechowicz, Waldemar Jędrzejczak), Przeszłość i dzień dzisiejszy ziemi koszalińskiej: materiały dla wykładowców i lektorów, Koszalin: Wydział Propagandy Komitetu Wojewódzkiego 1964.
- Polacy na robotach przymusowych w rolnictwie Pomorza Zachodniego 1939–1945, Gdańsk: Wydaw. Morskie 1971.
- Dzieje ziemi drawskiej, pod red. Tadeusza Gasztolda, Poznań: Wydawnictwo Poznańskie 1972.
- Śladami operacji pomorskiej, Poznań: Wydawnictwo Poznańskie 1973.
- (współautor: Andrzej Czechowicz), Hitlerowskie prześladowania Polaków na Pomorzu Zachodnim 1939–1945: dokumenty, relacje, wspomnienia, Koszalin: Okręgowa Komisja Badania Zbrodni Hitlerowskich 1974.
- (współautorzy: Adam Muszyński, Hieronim Rybicki), Koszalin: zarys dziejów, Poznań: Wydaw. Poznańskie 1974.
- To już historia: z najnowszych dziejów ziemi koszalińskiej w latach 1945–1956: zbiór artykułów i materiałów, pod red. Tadeusza Gasztolda, Koszalin: Koszaliński Ośrodek Naukowo-Badawczy 1974.
- Wyzwolenie miast i wsi Pomorza Zachodniego w 1945 roku, Koszalin: Koszaliński Ośrodek Naukowo-Badawczy 1976.
- Życie kulturalne w obozach polskich jeńców wojennych na Pomorzu Zachodnim w latach 1939–1945 r., Koszalin: Koszaliński Ośrodek Naukowo-Badawczy – Polskie Towarzystwo Historyczne. Oddział w Słupsku 1978.
- (współautorzy: Hieronim Kroczyński, Hieronim Rybicki), Kołobrzeg: zarys dziejów, Poznań: Wydaw. Poznańskie 1979.
- (współautor: Eugeniusz Buczak), Ruch oporu na Pomorzu Zachodnim w latach 1939–1945, Koszalin: Koszaliński Ośrodek Naukowo-Badawczy 1980.
- „Za drutami”: pismo polskich jeńców wojennych 1940–1942, Koszalin: Muzeum Okręgowe w Koszalinie 1980.
- Żołnierze generała Sikorskiego, Koszalin: Muzeum Okręgowe 1981.
- „Zagończyk” – głos jeńca polskiego Stalagu XI B Fallingbostel : z dziejów prasy polskiej w obozach jenieckich i internowanych 1939–1945, Koszalin: Koszaliński Ośrodek Naukowo-Badawczy w Koszalinie – Słupsk: WSP 1983.
- (współautor: Józef Lindmajer), Złocieniec: zarys dziejów, Koszalin: Koszalińskie Towarzystwo Społeczno-Kulturalne – Urząd Miasta i Gminy w Złocieńcu 1985.
- Rozkaz zabić przyszedł z Moskwy, Koszalin: „Oskar” 1990.
- Nad Niemnem i Oszmianką: z dziejów Armii Krajowej na Wileńszczyźnie i Nowogródczyźnie, Koszalin: „Głos Pomorza” 1991.
- Życie oświatowo-kulturalne w obozach polskich jeńców w ZSRR (1939–1947), Warszawa: UW. CBW 1994.
- Poza „willą rozkoszy”: działalność kulturalno-oświatowa polskich jeńców wojennych w Rosji Sowieckiej w latach 1939–1947, Koszalin 1995.
- Człuchów: zarys dziejów, pod red. Tadeusza Gasztolda i Wiktora Zybajło, Człuchów: Komitet Obchodów 650-lecia Człuchowa 1998.
- Nalibocka Puszcza: z dziejów prześladowań, walk i mordów w latach 1939–1945, Koszalin: Towarzystwo Miłośników Wilna i Kresów Wschodnich 1998.
- (współautorzy: Wiktor Zybajło, Maciej Zybajło), Miasto i Gmina Czarne: zarys dziejów, Czarne: Zarząd Gminy Czarne – Człuchów: Towarzystwo Miłośników Ziemi Człuchowskiej 2001.